# Matty, Baranya
Matty este un sat în districtul Siklós, județul Baranya, Ungaria, având o populație de 342 de locuitori (2011). 

## Demografie
Componența etnică a satului Matty
     Maghiari (89,91%)
     Romi (7,65%)
     Germani (2,45%)
Componența confesională a satului Matty
     Romano-catolici (43,27%)
     Reformați (28,95%)
     Fără religie (7,02%)
     Necunoscută (20,76%)
     Alte religii (1,17%)
Conform recensământului din 2011, satul Matty avea 342 de locuitori. Din punct de vedere etnic, majoritatea locuitorilor (89,91%) erau maghiari, existând și minorități de romi (7,65%) și germani (2,45%). Nu există o religie majoritară, locuitorii fiind romano-catolici (43,27%), reformați (28,95%) și persoane fără religie (7,02%). Pentru 20,76% din locuitori nu este cunoscută apartenența confesională.